# Daniel Dubois
Daniel Dubois (London, Ujedinjeno Kraljevstvo, 6. rujna 1997.) britanski je profesionalni boksač teške kategorije. Dubois je bio redoviti svjetski prvak po verziji WBA i trenutačni je svjetski prvak u teškoj kategoriji po verziji IBF.

## Amaterska karijera
Otac mu je iz karipske države Grenade. Njegova mlađa sestra Caroline Dubois također se bavi boksom. Dubois je počeo boksati s devet godina u Peacock Gymu u londonskom Canning Townu, gdje su ga trenirali Tony i Martin Bowers. Proveo je oko 18 mjeseci u britanskoj reprezentaciji i odradio oko 75 amaterskih borbi. Između ostalog, postao je juniorski prvak Engleske u teškoj kategoriji 2014. i engleski juniorski prvak u super teškoj kategoriji 2015. te bio sudionik Europskog juniorskog prvenstva u Zagrebu 2014. i 2015. u Kołobrzegu. Godine 2016. osvojio je Britansko prvenstvo u Sheffieldu u tek svojoj šestoj borbi među seniorima.

## Profesionalna karijera
U siječnju 2017. Dubois je potpisao profesionalni ugovor s britanskim promotorom Frankom Warrenom, koji je u veljači 2020. produžio na pet godina. Svoj profesionalni debi ostvario je 8. travnja 2017. protiv Marcusa Kellyja.
Dobio je 15 borbi zaredom, od kojih 14 rano, uz pobjede protiv Kevina Johnsona (skor borbe: 32-10), Răzvana Cojanua (16-5), Richarda Harrisona (14-1), Nathana Gormana (16-0), Ebenezera Tetteha (19-0), Kyōtara Fujimota (21-1) i Ricarda Snijdersa (18-1).
Rangiran kao broj 2 među izazivačima prema svjetskoj udruzi WBO, boksao je protiv svog također neporaženog sunarodnjaka Josepha Joycea (11-0, 10 KO) 28. studenog 2020. i izgubio u desetoj rundi nakon što mu je imao ozljedu lijevoga oka.
U svojoj sljedećoj borbi, 5. lipnja 2021., pobijedio je nokautom u 2. rundi protiv Bogdana Dinua (20-2) i time postao WBA privremeni svjetski prvak. Također je osvojio svoj debi u SAD-u 29. kolovoza 2021. na impresivan način nokautiravši Joea Cusumana (19-3) u prvoj rundi. Sljedeći dvoboj imao je 11. lipnja 2022. u Miamiju protiv redovitog WBA svjetskog prvaka Trevora Bryana (22-0), kojeg je pobijedio nokautom u četvrtoj rundi. Dana 3. prosinca 2022. obranio je naslov tehničkim nokautom u 3. kolu protiv Kevina Lerene (28-1). Sljedeću borbu, ujedinjenje naslova IBF i WBO protiv svjetskog prvaka Oleksandra Usyka (20-0), izgubio je 26. kolovoza 2023. u Wroclawu nokautom u devetoj rundi.
Nakon pobjede protiv Jarrella Millera (26-0), boksao je u IBF verziji 1. lipnja 2024., pobijedivši tehničkim nokautom u 8. rundi hrvatskoga boksača Filipa Hrgovića (17-0) i tako dobio titulu svjetskog prvaka u teškoj kategoriji po IBF verziji.
Neočekivano je nokautirao i pobijedio favoriziranoga Anthonyja Joshuu u borbi za obranu naslova svjetskog prvaka u teškoj kategoriji po IBF verziji u Londonu 21. rujna 2024. godine.